# Kollin Moore

Ohio State Buckeyes

Kollin Raymond Moore (ur. 2 maja 1997) – amerykański zapaśnik walczący w stylu wolnym. 
Srebrny medalista MŚ U-23 w 2018. Trzeci na MŚ juniorów w 2017 roku. 
Zawodnik Norwayne High School z Creston i Ohio State University. Cztery razy All-American w NCAA Division I (2017-2020). Drugi w 2019; trzeci w 2017 i czwarty 2018 roku.